# 池田定就
池田 定就（いけだ さだより）は、因幡若桜藩（鳥取西館新田藩）の第3代藩主。

## 略伝
享保9年（1724年）4月27日、第2代藩主・池田定賢の長男として鳥取で生まれる。元文元年（1736年）に父が死去したため、家督を継いだ。12月16日に従五位下・下野守に叙位・任官する。延享3年（1746年）7月5日に甲斐守に遷任され、寛延4年（1751年）4月18日に兵庫頭に遷任される。
宝暦10年（1760年）9月に駿府加番に任じられ、その後も江戸城御門番に任じられた。明和5年（1768年）4月13日、家督を長男・定得に譲って隠居する。5ヵ月後の9月に因幡に戻り、以後は悠々自適な隠居生活を送り、寛政2年（1790年）2月5日に死去した。享年67。